# La Fille à l'écho
Pour plus de détails, voir Fiche technique et Distribution.
La Fille à l'écho (en lituanien : Paskutinė atostogų diena ce qui signifie Le dernier jour de vacances) est un film soviétique réalisé en 1964 par le lituanien Arūnas Žebriūnas. C'est l'adaptation de L'Echo, récit pour la jeunesse de Youri Naguibine qui signe aussi le scénario. Le film remporte le prix du jury du Festival international du film de Locarno en 1965.

## Synopsis
L'histoire raconte le drame d'une amitié brisée entre enfants. Une jeune fille de 12 ans se lie d'amitié avec un garçon qui lui semble plus intelligent et libre que ses camarades. Une amitié commence. La fille lui confie un secret : un rocher avec un écho. Mais lors d'une attaque par des voyous, elle est déçue car il la trahit en ne l'aidant pas, cherchant à obtenir la reconnaissance du groupe. Il ne l'obtient cependant pas davantage, et reste exclu et à l'écart. Retournant vers la fille, celle-ci finit par lui pardonner, mais le lien d'amitié entre les deux enfants en garde les cicatrices, et ils ne redeviendront plus jamais complice comme auparavant.

## Fiche technique
- Titre : La Fille à l'écho
- Titre original : Paskutinė atostogų diena
- Réalisation : Arūnas Žebriūnas
- Scénario : Youri Naguibine, Arūnas Žebriūnas, Anatolijus Čerčenko
- Décors : Algirdas Ničius (lt)
- Photographie : Jonas Gricius (lt)
- Musique originale : Algimantas Bražinskas (lt)
- Son : Petras Lipeika, Stasys Vilkevičius
- Caméra : Algirdas Araminas (lt), Jonas Tomaševičius (lt)
- Costumes : Viktorija Bimbaitė
- Second réalisateur : Regina Vosyliūtė
- Montage : Izabelė Pinaitytė, Lilija Zivienė
- Assistant réalisateur : Dalia Griciuvienė
- Production : Lietuvos kino studija
- Format : Noir et blanc
- Langue : lituanien, russe
- Durée : 65 minutes
- Dates de sortie :
  -  Union soviétique : 1964
  -  France : 2 septembre 2020

## Distribution
- Lina Braknytė : Vika
- Valeri Zoubarev (ru) : Romas
- Bronius Babkauskas (lt) : père de Vika
- Hugo Lauras
- Kalju Karm